# Publi Rutili Rufus
Publi Rutili Rufus (llatí: Publius Rutilius Rufus) va ser un orador i magistrat romà. Formava part de la gens Rutília, una família romana d'origen plebeu.
Va ser tribú militar sota Publi Corneli Escipió Emilià Africà Menor a la Guerra de Numància. Pretor l'any 111 aC i cònsol el 105 aC (després d'una candidatura fallida el 107 aC, en la qual va acusar el seu competidor guanyador, Marc Emili Escaure, de suborn). L'any 95 aC va ser llegat de Quint Muci Escèvola, procònsol d'Àsia, i va desplegar molta fermesa per impedir les exaccions dels publicans. Al seu retorn a Roma va ser acusat per Apici de malversació (de repetundis) i com que fou declarat culpable fou desterrat l'any 92 aC, cosa que va acceptar amb resignació, mostrant el seu caràcter estoic, ja que havia estat deixeble de Paneci de Rodes. Ciceró, Vel·lei Patèrcul i Valeri Màxim estan d'acord que era un home honrat i íntegre i la seva condemna era el resultat de la conspiració d'alguns cavallers que aleshores tenien el privilegi de jutjar els casos criminals, potser instigats pels publicans ressentits per les seves actuacions a l'Àsia. Es va retirar a Mitilene i després a Esmirna, on va viure la resta de la seva vida. Sul·la el va cridar a Roma, però va refusar de retornar-hi.
Els discursos de Rutili duen molta informació sobre lleis civils. Es conserven només els títols de set discursos:
1. Adversus Scaurum
2. Pro se contra Scaurum
3. Pro lege sua de tribunis mililum
4. De modo aedificiorum
5. Pro L. Caerucio ad populum
6. Pro se contra publicanos
7. Oratio ficta ad Mithridatem regem

Va escriure també una autobiografia en almenys cinc llibres, i una Història de Roma en grec, amb un relat de la guerra de Numància.